# Буркун високий
Буркун високий (як Melilotus altissima) (Melilotus altissimus) — вид рослин з родини бобові (Fabaceae), поширений у більшій частині Європи.

## Опис
Міцна дворічна рослина, заввишки до 150 см, стебла прямі, жорсткі, гіллясті. Листки черешкові, трійчасті. Квітки золотисто-жовті, довжиною близько 5–7 мм. Стручки з жорсткими білими волосками, 1–2 насінням. Насіння асиметричне серцеподібне, блискуче.

## Поширення
Поширений у більшій частині Європи.
В Україні вид зростає на луках, вологих місцях, біля берегів — відомий з Лісостепу (міста Кам'янець-Подільський, Вінниця, Харків); кормова рослина.

## Використання
Рослина збирається з дикої природи для місцевого використання як їжа та ліки. У Китаї його культивували як харчову та лікарську рослину.